# فدراسیون فوتبال سری‌لانکا
فدراسیون فوتبال سریلانکا نهاد اداره‌کنندهٔ فوتبال در سریلانکا است. این نهاد در سال ۱۹۳۹ پایه‌گذاری شده و اکنون عضو کنفدراسیون فوتبال آسیا است. در حال حاضر ریاست این نهاد بر عهدهٔ هارلی سیلور می‌باشد.